# میکی ادواردز
میکی ادواردز (انگلیسی: Mickey Edwards؛ زادهٔ ۱۲ ژوئیهٔ ۱۹۳۷) یک سیاست‌مدار، و وکیل اهل ایالات متحده آمریکا است.